# Iyar
Iyar (in ebraico אִייָר‎? o אִיָּר‎, Iyyār, connesso con l'accadico ayyaru) è l'ottavo mese civile e il secondo mese religioso del calendario ebraico. È composto da 29 giorni.
Per lo stato di Israele, nel corso del mese di Iyar, il 5 del mese, cade la festa di Yom HaAtzmaut, festa dell'indipendenza, preceduta il 4 da Yom HaZikaron, festa della memoria (dei caduti nelle guerre).
Prima dell'esilio babilonese il mese era chiamato Ziv (1 Re 6,37).

## Periodo
Durante gli anni 5761–5860 del calendario ebraico, Iyar occorre nei seguenti periodi del calendario gregoriano:
| Durata degli anni | Inizio di Iyar      | Fine di Iyar        |
| ----------------- | ------------------- | ------------------- |
| 353 giorni        | 10 aprile–27 aprile | 9 maggio–26 maggio  |
| 354 giorni        | 10 aprile–29 aprile | 9 maggio–28 maggio  |
| 355 giorni        | 11 aprile–29 aprile | 10 maggio–28 maggio |
| 383 giorni        | 29 aprile–9 maggio  | 28 maggio–7 giugno  |
| 384 giorni        | 1º maggio–9 maggio  | 30 maggio–7 giugno  |
| 385 giorni        | 30 aprile–10 maggio | 29 maggio–8 giugno  |